# Roveň (Všelibice)
Roveň (německy Rownay) je vesnice, část obce Všelibice v okrese Liberec. Nachází se asi 1,5 kilometru severovýchodně od Všelibic. Roveň leží v katastrálním území Všelibice o výměře 6,03 km².

## Historie
První písemná zmínka o vesnici pochází z roku 1556.